# Weathermen
Weather Underground Organization (WUO) или Weathermen («Синоптики») — леворадикальная
марксистская вооруженная группировка, объединявшая студентов Мичиганского университета. Классифицировалась ЦРУ как террористическая, действовавшая в США с 1969 по 1977 годы. Была сформирована из радикального крыла движения Студентов за демократическое общество (Students for a Democratic Society, SDS), выступавшего против войны во Вьетнаме.
WUO выросла из Революционного молодежного движения, являвшегося фракцией SDS. Название организации происходит от фразы «You don’t need a weatherman to know which way the wind blows» (Вам не нужен синоптик, чтобы знать, куда дует ветер) из песни «Subterranean Homesick Blues» Боба Дилана. Эта фраза также была названием позиционного документа, распространенного на съезде SDS в Чикаго 18 июня 1969 года. Этот документ призывал к созданию «белой боевой силы» в союзе с «Движением за освобождение чернокожих» и другими радикальными движениями для «уничтожения американского империализма и формирования бесклассового коммунистического мира».

## История
В октябре 1969 года после суда над Чикагской семёркой, «синоптики» от лица SDS призвали провести в Чикаго дни Национального действия, или Дни гнева. 6 октября на площади Хаймаркет был взорван монумент c полицейским, погибшим во время подавления бунта 1886 года на Хаймаркете, после восстановления и повторного взрыва за ним был установлен круглосуточный надзор. 8 октября 1969 года в Чикаго вместо ожидаемого большого количества людей на призыв Weathermen собралось около 600 человек, многие были в мотоциклетных шлемах и перчатках (с целью бросать гранаты со слезоточивым газом обратно в полицейских). После короткого митинга молодёжь побежала по улицам, разбивая окна магазинов и автомобили, пытаясь тем самым показать, что война во Вьетнаме может прийти в каждый дом. Через полчаса шествие было остановлено. Итог: 6 человек застрелено, арестовано 68 и ранено 28 полицейских. Беспорядки продолжались ещё около четырёх дней и стоили правительству 183 тысячи долларов.
В 1970 году группа выпустила «Декларацию войны против государства» и начала изготовлять бомбы. 6 марта 1970 года, при подготовке бомбы для взрыва в Форт-Диксе, штат Нью-Джерси, во время дискотеки в военном гарнизоне произошёл несчастный случай, в результате которого погибли три радикальных студента — Дайана Оутон, Тэд Голд, и Терри Робинс (единственные за всё время существования группы человеческие жертвы). Также произошёл взрыв дома судьи, ведшего процесс над Чёрными пантерами. Закладывались бомбы в полицейском управлении и проводился ряд других операций — порядка 25 взрывов и все без человеческих жертв, поскольку взрывы происходили ночью и о них заранее предупреждали.
Самыми известными операциями «синоптиков» были:
- организация побега 12 сентября 1970 года Тимоти Лири;
- взрыв 1 марта 1971 года в здании Капитолия;
- взрыв 19 мая 1972 года (в день рождения Хо Ши Мина) в Пентагоне, который вызвал затопление, опустошившее секретные данные на компьютерных плёнках;
- нападение 28 сентября 1973 года на штаб-квартиру компании ITT в Нью-Йорке, которая финансировала праворадикальную газету «Эль Меркурио» через принадлежащую американской корпорации чилийскую телефонную компанию Chitelco. Этот канал использовался в ходе тайной операции ЦРУ по организации военного переворота в Чили 11-12 сентября 1973 года и свержению президента Сальвадора Альенде.[6]

В 1978 году отделилась группа 19 мая.
С окончанием войны во Вьетнаме организация самораспустилась. Обвинения со многих членов организации были сняты, так как ФБР нарушало законодательство при проведении расследований.

## Кино и видео
- В 2002 году был снят документальный фильм про The Weather Undeground, режиссёрами и продюсерами которого стали Sam Green, Bill Siegel and Carrie Lozano. В фильме прослеживается история организации: от отделения на студенческой конференции SDS в 1969 году до сдачи с поличным почти всех членов организации в конце 70-х. Достаточно много уникальных кадров и интервью с участниками группы, многие из которых живы и по сей день.
- В 2012 году был снят художественный фильм «Грязные игры».
- Организация упоминается в фильме «Уотергейт: Крушение Белого дома» (2017).